# 若松ガス
若松ガス株式会社（わかまつガス）は、福島県会津若松市を中心に都市ガス・LPガス事業を展開する企業。通称「若ガス（わかガス）」。

## 概要
かつては若松ガスグループ12社の中核企業で、会津財界の名門と数えられてきたが、傘下企業の手掛ける観光事業の不振が祟り、メインバンクである東邦銀行を中心に再建計画が練られた。最終的には昭和シェルグループに支援を求め、旧社は事業清算された。これにより会長、社長は退任した。

## 沿革
- 1959年8月 - 会津ガス株式会社として設立。
- 1959年8月 - 若松ガス株式会社へ社名変更。
- 1972年5月 - 石油類・厨房器具等の販売を目的として、若松ガス燃料機器株式会社を設立。
- 1973年10月 - 若松ガス本社ビル完成。
- 1985年4月 - 玉川工場竣工（LNG（天然ガス）導入）。
- 1996年6月 - コンビニエンスストアによるガス料金収納開始。
- 2001年8月 - ホームページ開設。
- 2003年7月 - ショールーム開設。
- 2004年1月 - 経営の責任を取り、総帥である高木厚保会長が退任。東邦銀行より役員の派遣を受ける[注 1]。
- 2005年
  - 1月 - CNG（天然ガス）エコステーション開設。
  - 4月 - 銀行団と事業再建計画を結ぶ。
  - 7月 - 若松ガス（現・アールティーコーポレーション）及び若松ガス燃料機器（現・エスエスコーポレーション）は、昭和シェル石油100%子会社の株式会社CFエネルギー（現・若松ガス）に営業譲渡。新生『若松ガス株式会社』となる[注 2]。
  - 8月1日 - 若松ガス化学工業をアペック（塩見ホールディングス）に売却。
  - 12月 - 東北熱変共同体各事業者の支援により熱量変更作業終了（都市ガス地域全域13Aへ）。
- 2007年4月 - 喜多方LNGサテライト竣工。
- 2009年8月 - 創立50周年を迎える。
- 2019年10月 - 創立60周年を迎えるにあたり、2020年1月より、コーポレートブランドを「eneyou」とすることを発表。

## 事業所
- 本社・若松支店／会津若松市千石町4-16
- 福島支店／福島市上鳥渡字街道南25-1
  - 福島充填所
- 郡山支店／郡山市安積町笹川字彼岸塚23－13
- 猪苗代支店／耶麻郡猪苗代町堅田字門上1170-6
  - 猪苗代充填所
- 坂下支店／河沼郡会津坂下町新舘字大西578
  - 坂下充填所
- 喜多方営業所／喜多方市七百苅8597-1 大幸ビル1F西
- 玉川工場／会津若松市扇町128-7
- 喜多方LNGサテライト／喜多方市岩月町宮津5817-1本田金属技術株式会社 喜多方工場内
- 駅前充填所／会津若松市扇町112-1

## 観光事業
- いずれも他社に売却。
  - 会津藩校日新館
  - 会津武家屋敷
  - 東山温泉 原瀧本館、今昔亭

## 会社概要
（旧）若松ガス株式会社
- 本社：福島県会津若松市千石町4番16号 
  - 資本金：7000万円
  - 売上高：23億3900万円（2004年12月期）
  - 従業員数：107名（2004年12月現在）
  - 事業概要：都市ガス・プロパンガス・機器の販売、受注工事等

（旧）若松ガス燃料機器株式会社
- 本社：福島県会津若松市千石町4番16号 
  - 資本金：5000万円
  - 売上高：37億1200万円（2005年3月期）
  - 従業員数：97名（2005年3月現在）
  - 事業概要：ガス機器・住宅関連商品・燃料油の販売等

（旧）若松ガス化学工業株式会社
- 本社：福島県会津若松市千石町4番16号 
  - 資本金：5000万円
  - 売上高：29億200万円（2004年12月期）
  - 従業員数：71名
  - 事業概要：空調・給排水衛生設備工事、上下水道施設工事